# Пам'ятки історії Деражнянського району
У Деражнянському районі Хмельницької області згідно з даними управління культури, туризму і курортів Хмельницької облдержадміністрації перебуває 49 пам'яток історії. З них 7 увічнюють пам'ять червоноармійців часів українсько-радянської війни та 41 — часів радянсько-німецької війни.
| № пп | Охорон. номер | Найменування | Місцезнаходження                      | Рік встановлення | Автор                                   |
| ---- | ------------- | --- | ------------------------------------- | ---------------- | --------------------------------------- |
| 1    | 423           | Пам'ятний знак на честь воїнів-односельчан                                                                                      | м. Деражня, вул. Миру, 11             | 1967 заміна 1992 | місцеві майстри                         |
| 2    | 414           | Братська могила радянських воїнів                                                                                               | м. Деражня, вул. Миру, 13             | 1951 заміна 1992 | Львівська КСФ                           |
| 3    | 442           | Будинок, у якому перебував штаб кавалерійського полку Червоного козацтва                                                        | м. Деражня, вул. Миру, 79             | 19 071 967       | місцеві майстри                         |
| 4    | 443           | Будинок, у якому розташовувався штаб 2-ї бригади 2-ї Української радянської дивізії                                             | м. Деражня, майдан Привокзальний, 6   | 1912             |                                         |
| 5    | 2138          | Братська могила членів ревкому                                                                                                  | м. Деражня, вул. Проскурівська, 77    | 1967 заміна 1995 | місцеві майстри                         |
| 6    | 441           | Будинок, в якому знаходилася Рада робітничих, селянських і солдатських депутатів                                                | м. Деражня, вул. Шкільна, 14          | 19 011 967       | місцеві майстри                         |
| 7    | 2139          | Братська могила жертв фашизму                                                                                                   | 1 км на північний схід від м. Деражня | 1970             | місцеві майстри                         |
| 8    | 418           | Пам'ятний знак на честь воїнів-односельчан                                                                                      | с. Богданівці                         | 1969             | місцеві майстри                         |
| 9    | 412           | Пам'ятний знак на честь воїнів-односельчан                                                                                      | с. Божиківці                          | 1971             | Львівська КСФ                           |
| 10   | 419           | Пам'ятний знак на честь воїнів-односельчан                                                                                      | с. Буцневе                            | 1967             | Львівська КСФ                           |
| 11   | 1699          | Братська могила радянських воїнів                                                                                               | смт Вовковинці східна околиця         | 1956             | Львівська КСФ                           |
| 12   | 2228          | Братська могила жертв фашизму                                                                                                   | смт Вовковинці єврейське кладовище    | 2004             | місцеві майстри                         |
| 13   | 444           | Будинок, де розташовувався штаб наркома Радянської України М. І. Подвойського, окремої кавалерійської бригади Г. І. Котовського | смт Вовковинці, станція Комарівці     | 1967             | місцеві майстри                         |
| 14   | 2140          | Братська могила воїнів Червоної Армії                                                                                           | с. Волоське                           | 1973             | місцеві майстри                         |
| 15   | 420           | Пам'ятний знак на честь воїнів-односельчан                                                                                      | с. Волоське                           | 1969             | Львівська КСФ скульптор В. М. Корнєв    |
| 16   | 2141          | Братська могила воїнів Червоної Армії                                                                                           | 300 м на схід від с. Галузинці        | 1950             | місцеві майстри                         |
| 17   | 413           | Братська могила воїнів Червоної Армії                                                                                           | с. Галузинці                          | 1960             | місцеві майстри                         |
| 18   | 421           | Пам'ятний знак на честь воїнів-односельчан                                                                                      | с. Галузинці                          | 1967 заміна 1995 | місцеві майстри Хмельницькі ХВМ         |
| 19   | 422           | Пам'ятний знак на честь воїнів-односельчан                                                                                      | с. Гатна                              | 1967             | місцеві майстри                         |
| 20   | 1700          | Пам'ятний знак на честь воїнів-односельчан                                                                                      | с. Городище                           | 1970             | місцеві майстри                         |
| 21   | 424           | Пам'ятний знак на честь воїнів-односельчан                                                                                      | с. Загінці                            | 1975             | Львівська КСФ                           |
| 22   | 426           | Пам'ятний знак на честь воїнів-односельчан                                                                                      | с. Кальна                             | 1967             | місцеві майстри автор — С. К. Яворський |
| 23   | 2142          | Братська могила борців за владу рад                                                                                             | с. Клопотівці                         | 1950 заміна 1992 | місцеві майстри                         |
| 24   | 427           | Пам'ятний знак на честь воїнів-односельчан                                                                                      | с. Копачівка                          | 1967             | Львівська КСФ                           |
| 25   | 428           | Пам'ятний знак на честь воїнів-односельчан                                                                                      | с. Коржівці                           | 1969             | Хмельницькі ХВМ                         |
| 26   | 416           | Братська могила радянських воїнів                                                                                               | с. Коричинці                          | 1956             | Львівська КСФ                           |
| 27   | 429           | Пам'ятний знак на честь воїнів-односельчан                                                                                      | с. Коричинці                          | 1964             | Львівська КСФ                           |
| 28   | 1702          | Пам'ятний знак на честь воїнів-односельчан                                                                                      | с. Красносілка                        | 1982             | Львівська КСФ                           |
| 29   | 430           | Пам'ятний знак на честь воїнів-односельчан                                                                                      | с. Літки                              | 1967 заміна 1995 | Хмельницькі ХВМ                         |
| 30   | 415           | Братська могила радянських військовополонених                                                                                   | смт Лозове вул. Залізнична, 23        | 1967             | місцеві майстри                         |
| 31   | 431           | Пам'ятний знак на честь воїнів-односельчан                                                                                      | с. Мазники                            | 1967             | Львівська КСФ                           |
| 32   | 1703          | Пам'ятний знак на честь воїнів-земляків                                                                                         | с. Майдан-Чернелевецький              | 1977             | Житомирська ХВМ                         |
| 33   | 432           | Пам'ятний знак на честь воїнів-односельчан                                                                                      | с. Маниківці                          | 1967             | місцеві майстри                         |
| 34   | 2143          | Братські могили радянських військовополонених                                                                                   | с. Нижнє                              | 1995             | місцеві майстри                         |
| 35   | 433           | Пам'ятний знак на честь воїнів-односельчан                                                                                      | с. Нижнє                              | 1966 заміна 1995 | Хмельницькі ХВМ                         |
| 36   | 434           | Пам'ятний знак на честь воїнів-односельчан                                                                                      | с. Новосілка                          | 1967             | Львівська КСФ                           |
| 37   | 435           | Пам'ятний знак на честь воїнів-односельчан                                                                                      | с. Пилипи                             | 1969             | автор Ф. Д. Полторак                    |
| 38   | 2144          | Пам'ятний знак на честь воїнів-односельчан                                                                                      | с. Підлісне                           | 1975             | Львівська КСФ                           |
| 39   | 436           | Пам'ятний знак на честь воїнів-земляків                                                                                         | с. Радівці                            | 1965             | Львівська КСФ                           |
| 40   | 1705          | Пам'ятний знак на честь воїнів-односельчан                                                                                      | с. Радянське                          | 1980             | Львівська КСФ                           |
| 41   | 2145          | Братська могила червоних козаків                                                                                                | на північ від с. Стара Гута, в лісі   | 1922             | місцеві майстри                         |
| 42   | 417           | Братські могили радянських воїнів (2)                                                                                           | с. Стара Гута                         | 1961             | Львівська КСФ                           |
| 43   | 437           | Пам'ятний знак на честь воїнів-односельчан                                                                                      | с. Шарки                              | 1967             | Львівська КСФ                           |
| 44   | 2146          | Могили радянських воїнів (2) | с. Шиїнці                             | 1944             | місцеві майстри                         |
| 45   | 1707          | Пам'ятний знак на честь воїнів-односельчан                                                                                      | с. Шиїнці                             | 1982             | Житомирська ХВМ                         |
| 46   | 438           | Пам'ятний знак на честь воїнів-односельчан                                                                                      | с. Шпичинці                           | 1968             | місцеві майстри                         |
| 47   | 439           | Пам'ятний знак на честь воїнів-односельчан                                                                                      | с. Яблунівка                          | 1967             | Львівська КСФ                           |
| 48   | 440           | Пам'ятний знак на честь воїнів-односельчан                                                                                      | с. Явтухи                             | 1967             | місцеві майстри                         |
| 49   | 2147          | Могила Я. І. Буртового | с. Яськівці                           | 1965             | місцеві майстри                         |
|      |               | |                                       |                  |                                         |